# Cora Millet-Robinet
Cora Millet-Robinet (París, 28 de noviembre de 1798 - Saint- Benoît-sur-Loire, 7 de diciembre de 1890) fue una innovadora agrícola y productora de seda francesa, conocida por sus métodos pedagógicos. Fue la autora de un manual muy popular sobre agricultura, administración del hogar y cocina, conocido como La Maison rustique des dames (en español, La Ama de Casa de la Campiña francesa).

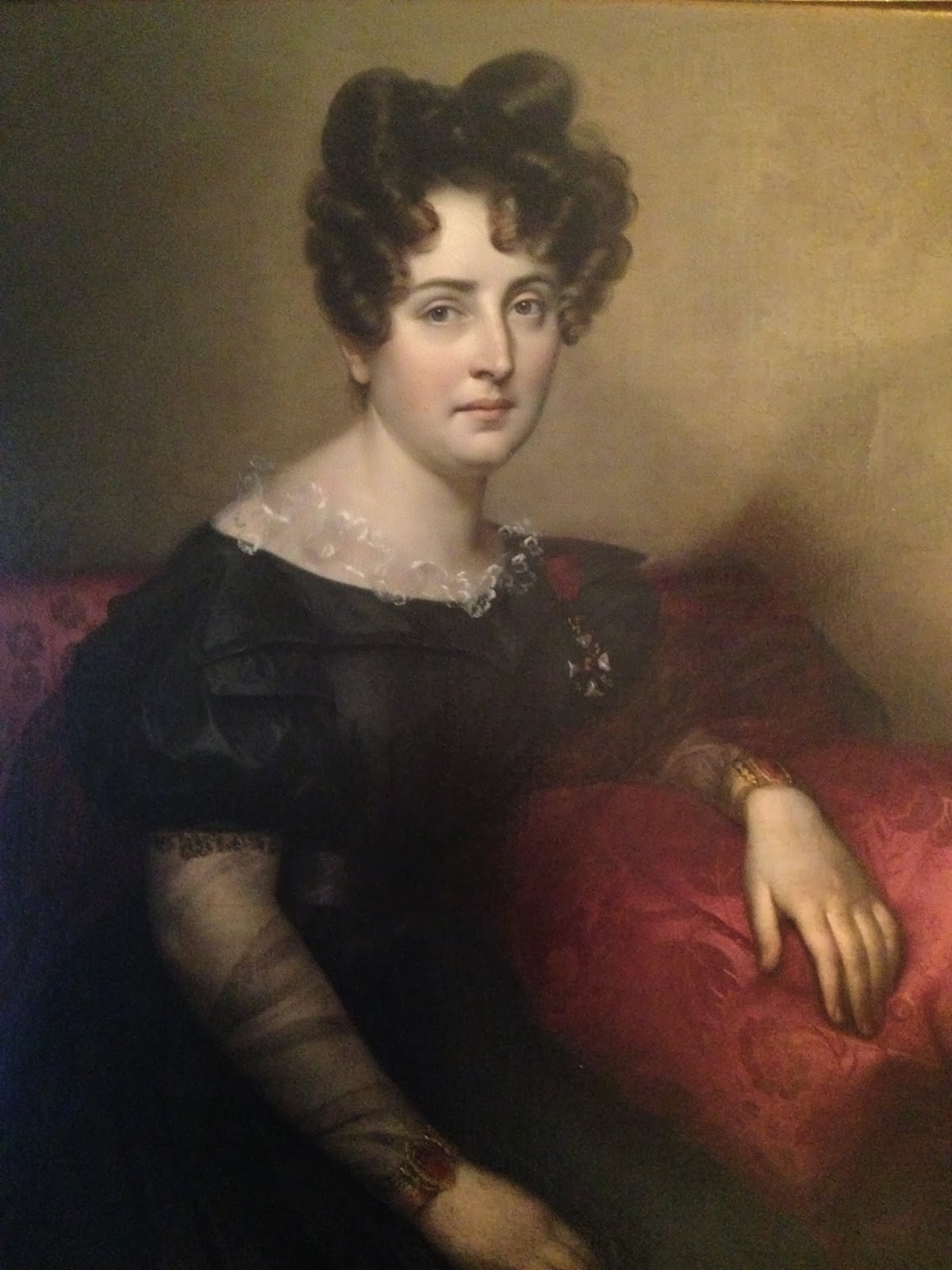
Cora Millet-Robinet alrededor de 1830. Retrato realizado por el marido de su hermana, el pintor de género y frenólogo Hippolyte Bruyères

## Biografía
Sus padres a raíz de la revolución haitiana, se trasladaron a París, donde nació Cora Robinet, su primera hija. En 1823, esta se casó con el hermano de su madre, el teniente coronel François Millet, quien había nacido en Saint-Domingue y enviudado recientemente, y había vuelto a vivir con la familia de su hermana en París. También poseía un castillo y una granja en Poitou, La Cataudière en la comuna de Availles-en-Châtellerault (departamento de Vienne). Después de casarse, él y Cora se dedicaron a la agricultura en dicha comuna, experimentando con los últimos métodos científicos. En 1832 se les unió Stéphane Robinet (1796-1869) un conocido químico hermano mayor de Cora. Los tres tenían un interés especial en la cría y producción de gusanos de seda, una industria que entonces se estaba expandiendo rápidamente en Francia.
De los tres, Cora Millet-Robinet era quien escribía, tanto para un público científico como para el público general. Su primer libro, publicado en 1841, ofrecía «Consejos a las mujeres jóvenes sobre su vida y sus deberes maternales al amamantar a sus hijos». Ese mismo año también publicó el primero de una serie de «informes sobre el cultivo de gusanos de seda... por los señores Millet y Robinet y la señora Millet» (su marido, su hermano y ella misma). Su libro más famoso Maison rustique des dames o La ama de casa campestre francesa, publicado por primera vez en dos volúmenes en 1844/1845, es una enciclopedia sobre la cocina, la casa de campo y muchos aspectos de la agricultura. Actualizada periódicamente, esta obra permaneció impresa durante cien años: la 21.ª edición apareció en 1944. Militó por la educación de las mujeres, la profesionalización de la vida doméstica, daba consejos la vida familiar y sobre los cuidados de los bébes y la gestión de las granjas.
Cora Millet introdujo innovaciones agrícolas, adoptadas en la Vienne et l'Indre-et-Loire. Fue la primera mujer empresaria de Availles.

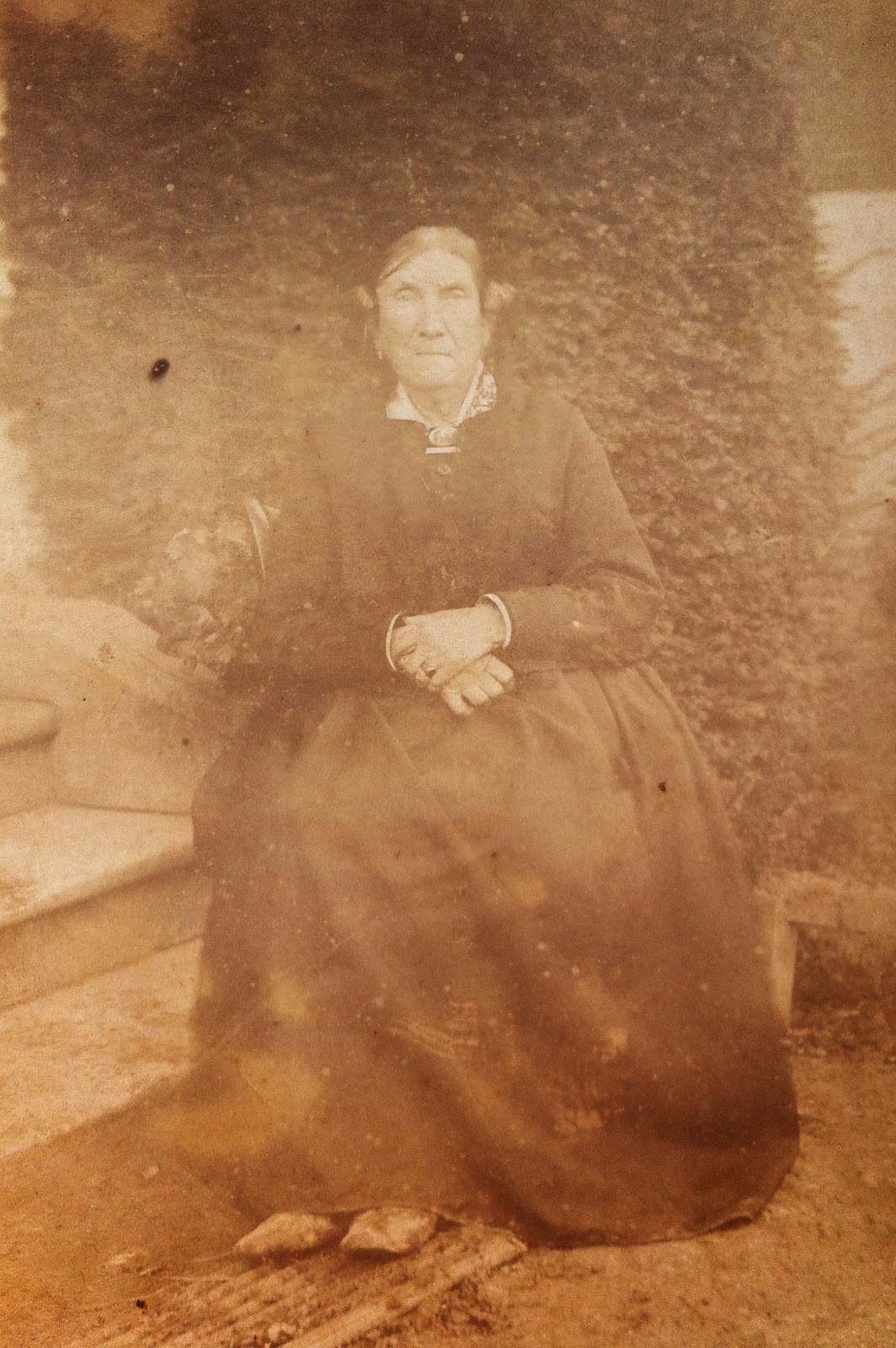
Cora Millet-Robinet en las escaleras de La Berlonnière en Saint-Benoît : fotografía de la década de 1880

## Reconocimientos
En 1884, a la edad de ochenta y cinco años, se convirtió en la primera mujer en ser honrada con el título de Caballero de la Orden del Mérito Agrícola.
Fue la primera mujer en ser miembro de la Real Sociedad Agrícola de París en el siglo XIX y la única mujer elegida miembro correspondiente de la Société centrale d'agriculture.  También ingresó en la Real Academia de Agricultura de Turín.